# GONZO〜ならず者ジャーナリスト、ハンター・S・トンプソンのすべて〜
『GONZO〜ならず者ジャーナリスト、ハンター・S・トンプソンのすべて〜』（ゴンゾー - 、Gonzo: The Life and Work of Dr. Hunter S. Thompson）は、アレックス・ギブニーが監督した2008年のドキュメンタリー映画。『ラスベガスをやっつけろ』でハンター・S・トンプソンにあたる役を演じたジョニー・デップのナレーションによる彼の著作の抜粋やさまざまな人物へのインタビューから彼の人生に迫る。
2008年1月20日に第24回サンダンス映画祭ドキュメンタリー・コンペティションで初めて上映され、7月4日にアメリカ各地で劇場公開された。日本ではハンターが自殺した2005年2月20日からおよそ6年後にあたる2011年2月19日に公開される。

## インタビュイー
マグノリア・ピクチャーズによる公式ウェブサイトに基づく。
- アニタ・トンプソン - トンプソンの2番目の妻
- ボブ・ブローディス - コロラド州ピトキン郡の保安官
- チャールズ・ペリー - ローリング・ストーン誌の編集者
- ダグラス・ブリンクリー - トンプソンの遺作管理者
- ゲイリー・ハート - マクガヴァンの選挙運動マネージャー
- ジョージ・マクガヴァン - 上院議員・大統領候補
- ジョージ・ストラナハン - トンプソンの友人・大家
- ジャン・ウェナー - ローリング・ストーン誌の共同発行者
- ジミー・バフェット - 歌手
- ジミー・カーター - 第39代アメリカ合衆国大統領
- ジュアン・トンプソン - トンプソンの息子 (サンディ・トンプソンと)
- ライラ・ナブルシ - 『ラスベガスをやっつけろ』プロデューサー
- パット・ブキャナン - ニクソンのスピーチライター
- パット・キャデル - マクガヴァンの選挙運動世論調査員
- ラルフ・ステッドマン - アーティスト・イラストレーター
- サンディ・トンプソン (現在はソディ・ライト) - トンプソンの最初の妻
- ソニー・バージャー - 1965年「ヘルズ・エンジェルス」オークランド支部長
- ティモシー・クローズ - 作家・ジャーナリスト『The Boys on the Bus』
- トム・ウルフ - 作家・ジャーナリスト

## ノミネート
第24回サンダンス映画祭ドキュメンタリー部門グランプリおよび第61回全米脚本家組合賞ドキュメンタリー脚本賞にノミネートされた。また、ダグラス・ブリンクリーとジョニー・デップは、本作のサウンドトラック・アルバムのライナーノーツにより第52回グラミー賞のアルバム・ノート部門にノミネートされた。

## 評価
本作は『ハリウッド・レポーター』誌が「これ以上の人物ドキュメンタリーはない」と評すなど、おおむね高い評価を得た。Rotten Tomatoesでは91個のレビューのうち87%の支持を獲得しており、「新鮮」に認定されている。